# Mickelia pradoi
Mickelia pradoi är en träjonväxtart som beskrevs av R. C. Moran, Labiak och Sundue. Mickelia pradoi ingår i släktet Mickelia och familjen Dryopteridaceae. Inga underarter finns listade.